# Stanton (Texas)
Stanton è una città della contea di Martin, di cui ne è anche il capoluogo, nello Stato del Texas, negli Stati Uniti. Secondo il censimento del 2020, possedeva una popolazione di 2 657 abitanti.

## Geografia fisica
Secondo l'Ufficio del censimento degli Stati Uniti, ha una superficie totale di 1,78 mi² (4,61 km²).

## Storia
Nel 1881, la linea ferroviaria della Texas and Pacific Railway costruì un edificio ferroviario a due piani ed una stazione di rifornimento dell'acqua in un piccolo insediamento conosciuto, all'epoca, come Grelton. Due anni dopo, nel 1883, è stato aperto un ufficio postale. Nel 1885 la città è stata colonizzata da coloni tedeschi, che proposero alla compagnia ferroviaria di denominare l'insediamento in Marienfeld (che in tedesco significa "campo di Maria"). Nel 1890, su suggerimento di alcuni studenti di una scuola pubblica, il nome della città venne cambiato in Stanton, in onore di Edwin McMasters Stanton, un avvocato della Corte suprema e segretario alla guerra durante la presidenza di Lincoln.

## Società

### Evoluzione demografica
Secondo il censimento del 2020, la popolazione era di 2 657 abitanti. Al precedente censimento, quello del 2010, la popolazione era di 2 492 abitanti.

### Etnie e minoranze straniere
Secondo il censimento del 2020, la composizione etnica della città era formata dal 41,4% di bianchi, il 2,52% di afroamericani, lo 0,49% di nativi americani, lo 0,23% di asiatici, lo 0,04% di oceaniani, lo 0,38% di altre etnie e lo 0,94% di due o più etnie. Ispanici o latinos di qualunque etnia erano il 54,01% della popolazione.

## Cultura
L'istruzione nella città di Stanton è fornita dal Stanton Independent School District.